# 미레유 에노스
미레이 이너스(Mireille Enos, 영어 발음: /mɪ(ə)ˈreɪ/, 1975년 9월 22일 ~ )는 미국의 배우이다. AMC·넷플릭스 드라마 《킬링》(2011-14) 주인공으로 잘 알려져 있으며, 이를 통해 골든 글로브상과 프라임타임 에미상의 텔레비전 드라마 시리즈 부문 여우주연상 후보에 지명되었다.
브로드웨이 연극 《누가 버지니아 울프를 두려워하랴》(2005)로 2005년 제59회 토니상 연극 부문 여우조연상 후보에 올랐다.

## 출연 작품

### 영화
- 썸원 라이크 유 (2001)
- 갱스터 스쿼드 (2013) - 코니 오마라 역
- 월드워Z  (2013)
- 데빌스 노트 (2013)
- 사보타지 (2014) - 리지 머리 역
- 더 캡티브 (2014)
- 네가 있어준다면 (2014)
- 돈 워리 (2018)
- My Dinner with Hervé (2018)

### 텔레비전
- 섹스 앤 더 시티 (1999)
- 레스큐 미 (2004)
- 위드아웃 어 트레이스 (2006)
- 스탠드 오프 (2006)
- 크로싱 조던 (2007)
- 빅 러브 (2007-10)
- 넘버스 (2008)
- CSI: 마이애미 (2008)
- 고스트 & 크라임 (2008)
- 라이 투 미 (2009)
- 로앤오더: 뉴욕 특수수사대 (2009)
- 킬링 (2011-14) - 세라 린든 역
- 더 캐치 (2016-17)
- 일렉트릭 드림스 (2017)
- 멋진 징조들 (2019)

### 연극
- 겨울 이야기 (2002)
- 누가 버지니아 울프를 두려워하랴 (2005)